# Kandidát (film, 2013)
Kandidát je česko-slovenský komediální thriller režiséra Jonáše Karáska natočený roku 2013 podle předlohy Maroše Hečka a Michala Havrana ml. Premiéra na Slovensku proběhla v říjnu 2013. Do českých kin byl snímek uveden v únoru 2014. Film byl přeložen do ruštiny (překladatelé Antonina Yukhimenko a Andrey Efremov) a uveden v rámci Dnů slovenské kinematografie v Moskvě v roce 2014. 

## Obsazení
- Marek Majeský
- Monika Hilmerová
- Michal Dlouhý
- Michal Kubovčík
- Pavel Slabý
- Pavel Nový

## Filmový štáb
- Jonáš Karásek – režie
- Tomáš Juríček – kamera